# Сорочинський ярмарок (срібна монета)
«Соро́чинський я́рмарок» — срібна пам'ятна монета номіналом 20 гривень, випущена Національним банком України. Присвячена Сорочинському ярмарку — справжньому святу торгівлі, оспіваному М. В. Гоголем в одній із повістей циклу
Монету введено в обіг 17 серпня 2005 року. Вона належить до серії «Українська спадщина».

## Опис та характеристики монети
| Номінал грн. | Метал            | Маса, грам   | Діаметр, мм. | Якість виготовлення | Гурт                 | Тираж, штук |
| ------------ | ---------------- | ------------ | ------------ | ------------------- | -------------------- | ----------- |
| 20           | срібло 925 проби | 62,2 / 67,25 | 50,0         | пруф                | секторальне рифлення | 5 000       |

### Аверс
На аверсі монети у центрі на тлі українського пейзажу зображено М. В. Гоголя та його літературного героя Рудого Панька, угорі півколом розміщено напис «УКРАЇНА», під ним — малий Державний Герб України, рік карбування монети «20-05» та написи: «20/ ГРИВЕНЬ», позначення металу та його проби — «Ag 925», маса в чистоті — «62,2»; логотип Монетного двору Національного банку України.

### Реверс

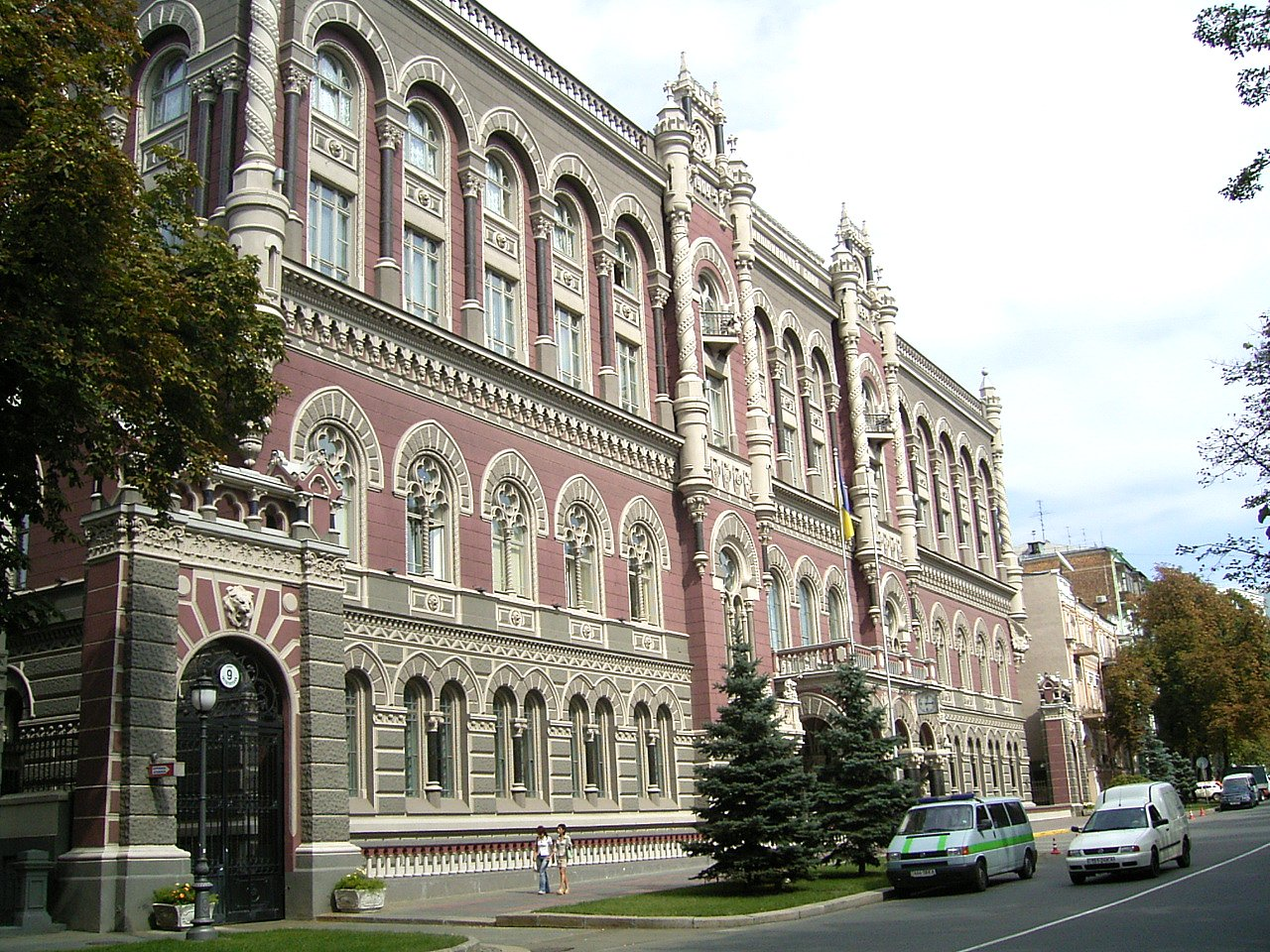
Будівля Національного банку України

На реверсі монети зображено багатофігурну композицію, характерну для сільського ярмарку «XIX—XX століть», та угорі півколом розміщено напис «СОРОЧИНСЬКИЙ ЯРМАРОК».

## Автори
- Художник — Кочубей Микола.
- Скульптори: Чайковський Роман, Атаманчук Володимир.

## Вартість монети
Ціна монети — 1531 гривня, була вказана на сайті Національного банку України у 2016 році.
Фактична приблизна вартість монети з роками змінювалася так:
| Рік        | 2010  | 2011  | 2012  | 2013  | 2014  | 2015  | 2016  | 2017  | 2018  | 2019  | 2020  | 2021  | 2022  | 2023  | 2024  | 2025  |
| ---------- | ----- | ----- | ----- | ----- | ----- | ----- | ----- | ----- | ----- | ----- | ----- | ----- | ----- | ----- | ----- | ----- |
| Ціна, грн. | 1 150 | 1 200 | 1 200 | 1 300 | 1 200 | 1 800 | 1 800 | 2 000 | 2 100 | 1 900 | 2 000 | 3 000 | 3 100 | 4 300 | 7 100 | 7 200 |